# Торпедо (футбольный клуб, Минск)
«Торпе́до» (бел. Тарпеда) — белорусский футбольный клуб из Минска. С 2022 года принимает участие во Второй лиге чемпионата Беларуси.

## Названия
- «Торпедо» (1947—1998)
- «Торпедо-МАЗ» (1999—2002)
- «Торпедо-СКА» (2003—2005)
- СДЮШОР «Торпедо-МАЗ» (2006)
- «Торпедо-МАЗ» (2007—2008)
- «Торпедо» (2009—н.в.)

## История
В середине 1980-х команда оказалась на грани вылета из первой группы первенства республики. Начиная с 1985 года команду тренировали Александр Васин и Виктор Васильевич Богомольнов, и по результатам сезона команда вошла в пятёрку лучших. 

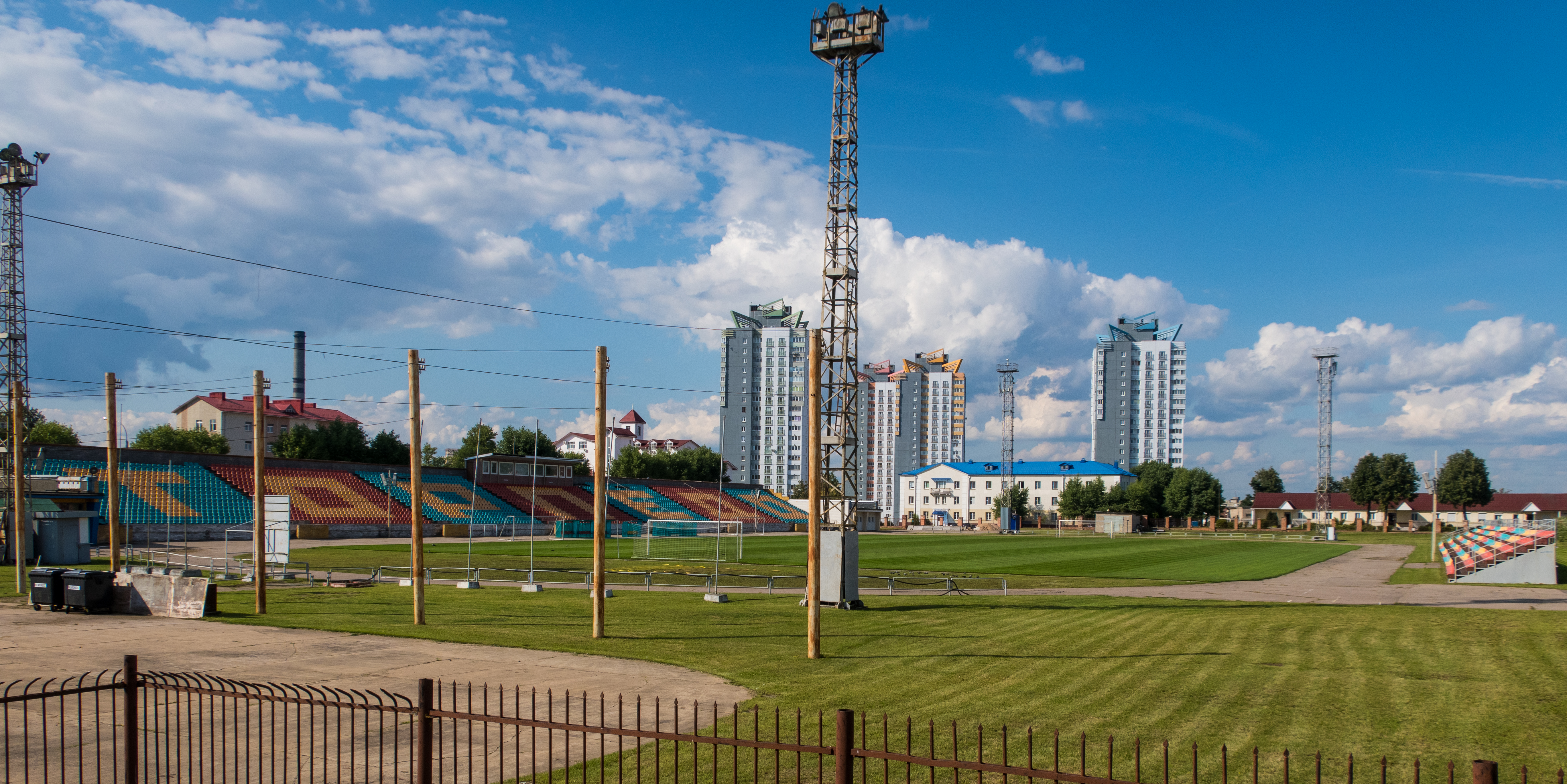
Стадион «Торпедо» в Минске

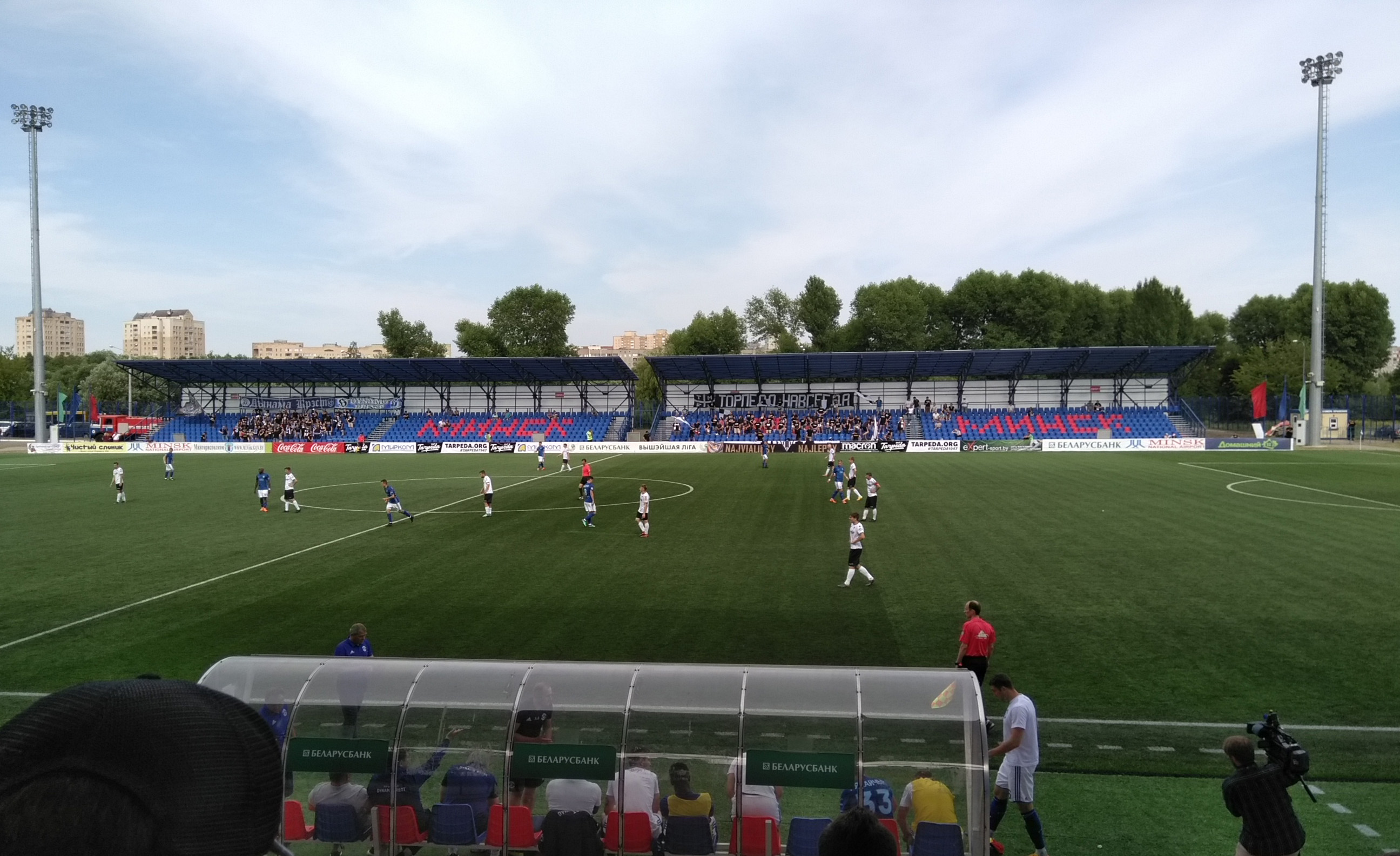
Чемпионат-2018. Матч «Торпедо» Минск — «Динамо» Брест на стадионе «Минск» (2 июня 2018 года)

### 1992—2013
Команда выступала в высшей лиге чемпионата Беларуси с 1992 по 2004 год. В 12 чемпионатах в 323 матчах +119=92-112, мячи 366—365. Лучшее место в чемпионатах — 4-е (2002, 2003), худшее — 12-е (1996). В высшей лиге за «Торпедо» выступали 162 футболиста. Наибольшее число игр провели С. Павлюкович — 123, В. Ломако — 104, С. Яромко — 103, Б.Карасев — 102. Ворота соперников поражали 72 футболиста. Лучшие бомбардиры: С. Яромко — 39, А. Воловик — 30. Лучшим снайпером чемпионата Беларуси становился С. Яромко (1998) — 19 мячей. В список 22 лучших футболистов Беларуси под № 1 входили (2 раза): О. Кононов (1998), Б. Горовой (1998). Клуб в национальной сборной Беларуси представляли два футболиста: Б.Горовой (1998), О. Хмельницкий (1994) — по 1 игре.
В 12 розыгрышах — 28 матчей: +13=3-12, 47-35. Лучшие бомбардиры: С. Яромко — 7, С. Сергель, Н. Швыдаков — по 4.
В 2005 году клуб участвовал во Второй лиге и занял 1-е место. В 2006 году клуб лишился профессионального статуса и играл в «Хрустальном мяче». С 2007 года команда под руководством тренера Анатолия Фомина участвовала в 3-й лиге (Д-4) — в чемпионате Минска. В 2007 году команда поделила 4-е место с командой «Амкадор», в 2008 году заняла 5-е место и стала обладателем Кубка Минска (в финале была обыграна команда военной части 5448).
В 2011 году команда впервые выиграла чемпионат Минска, а её форвард Александр Филанович с 14-ю забитыми мячами стал лучшим снайпером в турнире. Его партнёр по команде Сергей Булыненок с 8-ю забитыми мячами стал вторым в списке бомбардиров.

### С 2014
В 2014 году клуб заявляется во вторую лигу (Д3). По итогу сезона занимает 6 место группы Б и в стыковых матчах с ФК «Осиповичи», проиграв по сумме двух матчей занимает итоговое 12 место второй лиги.
В сезоне 2015 «Торпедо» играет во второй лиге, группа Б.
С сезона 2015 клуб приобретает Профессиональный статус, начав сотрудничество с группой компаний «Мирком» (Россия).
По результатам розыгрыша 25-го чемпионата по футболу среди команд второй лиги стал бронзовым медалистом и получил возможность участвовать в первой лиге (Д2) чемпионата Беларуси.
В сезоне 2017 занял 3 место в первой лиге (Д2) и не вышел в высшую лигу. Однако в феврале АБФФ приняла решение убрать из высшей лиги «Крумкачи». Благодаря этому «Торпедо» всё-таки попало в высшую лигу (Д1).
В августе 2019 года клуб снялся с соревнований в высшей лиге и был расформирован в связи с отсутствием финансирования и потерял профессиональный статус.
С 2020 года выступал в юношеском первенстве страны.
23 марта 2022 года на странице клуба в социальной сети ВКонтакте было объявлено, что в своём юбилейном году (75 лет), клуб будет выступать в Минском дивизионе второй лиги.

## Текущий состав
| №             | Игрок              | Страна        | Дата рождения              | Бывший клуб              | В ком. с: |
| Вратари       | Вратари            | Вратари       | Вратари                    | Вратари                  | Вратари   |
| ------------- | ------------------ | ------------- | -------------------------- | ------------------------ | --------- |
| 1             | Вадим Лебедев      | Флаг Беларуси | 20 ноября 2004 (20 лет)    | Воспитанник клуба        | 2022      |
| 16            | Максим Буд-Гусаим  | Флаг Беларуси | 2 июня 2000 (25 лет)       | Виктория (Марьина Горка) | 2022      |
|               | Андрей Никитин     | Флаг Беларуси | 31 июля 1988 (36 лет)      | Берёза-2010              | 2022      |
| Защитники     |                    |               |                            |                          |           |
| 17            | Алексей Бурый      | Флаг Беларуси | 19 сентября 2000 (24 года) | СМИавтотранс             | 2022      |
| 18            | Тимофей Казак      | Флаг Беларуси | 14 января 2004 (21 год)    | Воспитанник клуба        | 2022      |
| 33            | Арсений Чистый     | Флаг Беларуси | 6 марта 2000 (25 лет)      | Виктория (Марьина Горка) | 2022      |
| 88            | Никита Бурак       | Флаг Беларуси | 9 февраля 1998 (27 лет)    | Слоним-2017              | 2022      |
|               | Алексей Белобоков  | Флаг Беларуси | 1 марта 2000 (25 лет)      | СМИавтотранс             | 2022      |
| Полузащитники |                    |               |                            |                          |           |
| 3             | Артём Кореневский  | Флаг Беларуси | 30 ноября 2004 (20 лет)    | Воспитанник клуба        | 2022      |
| 8             | Никита Бохан       | Флаг Беларуси | 19 ноября 2002 (22 года)   | Энергетик-БГУ            | 2022      |
| 9             | Захар Якубцевич    | Флаг Беларуси | 26 ноября 1999 (25 лет)    | Узда                     | 2022      |
| 11            | Иван Груша         | Флаг Беларуси | 12 июля 2003 (22 года)     | Воспитанник клуба        | 2022      |
| 14            | Станислав Сорока   | Флаг Беларуси | 26 июня 2006 (19 лет)      |                          | 2022      |
| 15            | Евгений Заборонько | Флаг Беларуси | 31 марта 1999 (26 лет)     | Островец                 | 2022      |
| 21            | Максим Шарендо     | Флаг Беларуси | 25 августа 2004 (20 лет)   | Воспитанник клуба        | 2022      |
|               |                    |               |                            |                          | 2022      |
|               |                    |               | 8 сентября 2000 (24 года)  | СМИавтотранс             | 2022      |
| Нападающие    |                    |               |                            |                          |           |
| 10            | Владислав Звягов   | Флаг Беларуси | 4 июля 2004 (21 год)       | Воспитанник клуба        | 2022      |
| 14            | Егор Кунейко       | Флаг Беларуси | 16 мая 2004 (21 год)       | Воспитанник клуба        | 2022      |
|               | Алексей Гоман      | Флаг Беларуси | 16 февраля 2002 (23 года)  | Смолевичи                | 2023      |
| 77            | Денис Солонец      | Флаг Беларуси | 10 февраля 2004 (21 год)   | Воспитанник клуба        | 2022      |
| 55            | Евгений Пашкевич   | Флаг Беларуси | 31 марта 2004 (21 год)     | Воспитанник клуба        | 2022      |

### Выступал в чемпионатах
- 1947—1991: высшая лига чемпионата БССР;
- 1992—2004: высшая лига чемпионата Беларуси (в 2002 и в 2003 году — 4 место при равном количестве очков с 3 местом);
- 2005: вторая лига чемпионата Беларуси (3-й дивизион);
- 2006: Хрустальный мяч (U-18);
- 2007—2013: третья лига чемпионата Беларуси (первенство города);
- 2014—2015: вторая лига чемпионата Беларуси (3-й дивизион);
- 2016 — первая лига чемпионата Беларуси (2-й дивизион).
- 2017 — первая лига чемпионата Беларуси (2-й дивизион).
- 2018 — высшая лига чемпионата Беларуси
- 2022  — вторая лига чемпионата Беларуси (Минский дивизион)

## Достижения

### БССР
Чемпионат БССР
- Чемпион (5): 1947, 1962, 1966, 1967, 1969.
- Серебряный призёр (5): 1950, 1963, 1968, 1977, 1983.
- Бронзовый призёр (3): 1972, 1976, 1990.

Кубок БССР
- Обладатель (3): 1947, 1962, 1968.
- Финалист (3): 1949, 1950, 1967.

### Беларусь
Кубок Беларуси
- Финалист: 2000.

### Футбольные призы
- Победитель турнира среди команд 2-й лиги чемпионата Беларуси (2005).
- Финалист кубка СССР среди КФК (коллективов физической культуры) — «Кубок миллионов» (1968).
- Обладатель Кубка Минска (2008).
- Чемпион Минска (2011).